# Vielfarbentangare
Die Vielfarbentangare (Tangara fastuosa) ist eine in Südamerika vorkommende Vogelart aus der Familie der Tangaren (Thraupidae).

## Merkmale
Die Vielfarbentangare erreicht eine Körperlänge von etwa 13 Zentimetern. Die Vögel sind sehr bunt gefärbt und zeigen im Wesentlichen die folgenden Gefiederfarben:
- Kopf und Hals: Türkis
- Brust: Hellblau
- Bauch, Steuerfedern, Arm- und Handschwingen: Kobaltblau
- Bürzel, Handschwingenränder und hintere Körperseite: Orange
- Augenring, Schnabelansatz, Kehle, obere Rückenpartie und Armdecken: Schwarz.

Beine und Füße sind grau. Die Geschlechter unterscheiden sich insgesamt farblich kaum.

## Ähnliche Arten
Die ebenfalls sehr bunt gefärbte Siebenfarbentangare (Tangara chilensis) ist im Gesamterscheinungsbild dunkler. Der Dreifarbentangare (Tangara seledon) fehlen die blauen Zeichnungselemente, hingegen sind grünliche Farben vorherrschend.

## Verbreitung und Lebensraum
Vielfarbentangare kommen in einem relativ kleinen Gebiet im Osten von Brasilien vor, namentlich in den Bundesstaaten Paraíba, Pernambuco und Alagoas. Sie bewohnen bevorzugt feuchte und sumpfige Wälder, auch Überschwemmungs- und Hochlandwald. Im Vorgebirge wurden sie noch in Höhenlagen bis zu 1000 Meter nachgewiesen. Einzelbeobachtungen gibt es auch aus anderen Gegenden Brasiliens. Es wird jedoch vermutet, dass es sich dabei um entflogene Käfigvögel handelt.

## Lebensweise
Die Vögel ernähren sich von Früchten und Gliederfüßern (Arthropoda). Brutgeschäfte wurden für die Monate Oktober bis März gemeldet. Weitere Details zur Biologie der Art liegen momentan nicht vor.

## Gefährdung und Schutz
Die Vielfarbentangare ist in seinen ohnehin kleinen Verbreitungsgebieten aufgrund der Urbarmachung von Teilen seines Lebensraums im Rückgang begriffen. Eine weitere Bedrohung für die kleinen Populationen ist die Attraktivität der vielfarbigen Vögel, die gesetzeswidrig für die Käfighaltung aus der Natur entnommen werden. Dementsprechend wird die Art von der Weltnaturschutzorganisation IUCN als  „Vulnerable = gefährdet“ klassifiziert.